# Abrawayaomys
Abrawayaomys es un género de roedores de la familia Cricetidae, compuesto por dos especies nativas de las selvas del este de América del Sur, las que reciben el nombre vulgar de ratones espinosos. 

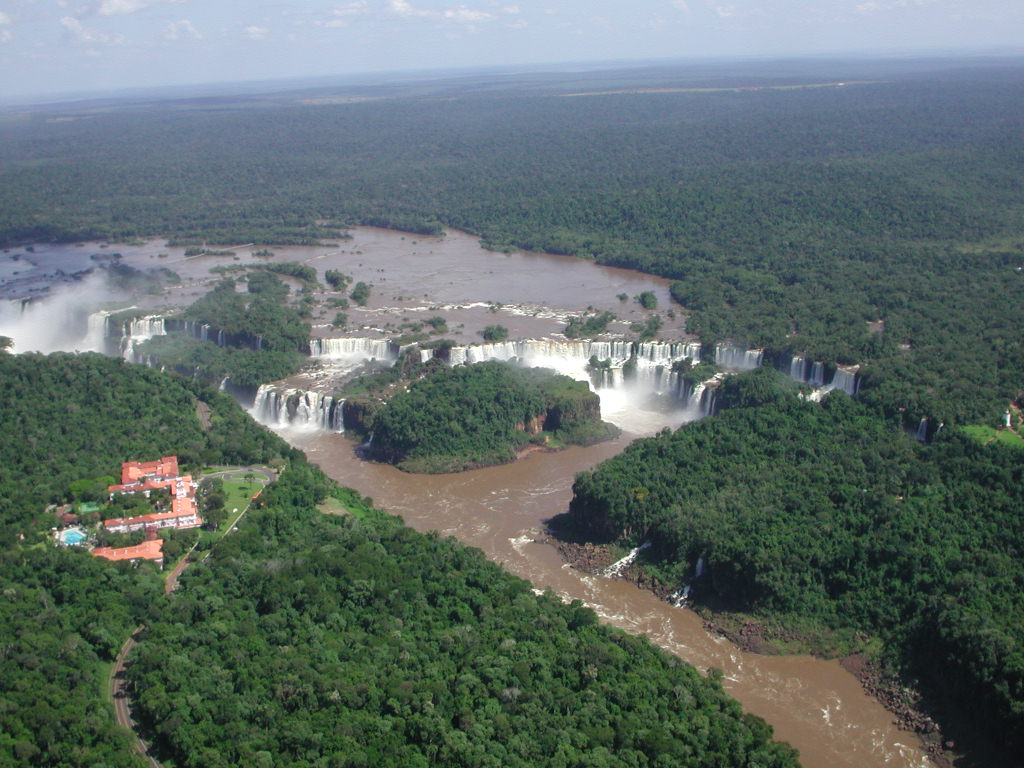
Selva correspondiente al Distrito fitogeográfico de las Selvas Mixtas rodea las cataratas del Iguazú, en el Parque nacional Iguazú, el hábitat de una de las dos especies de este género.

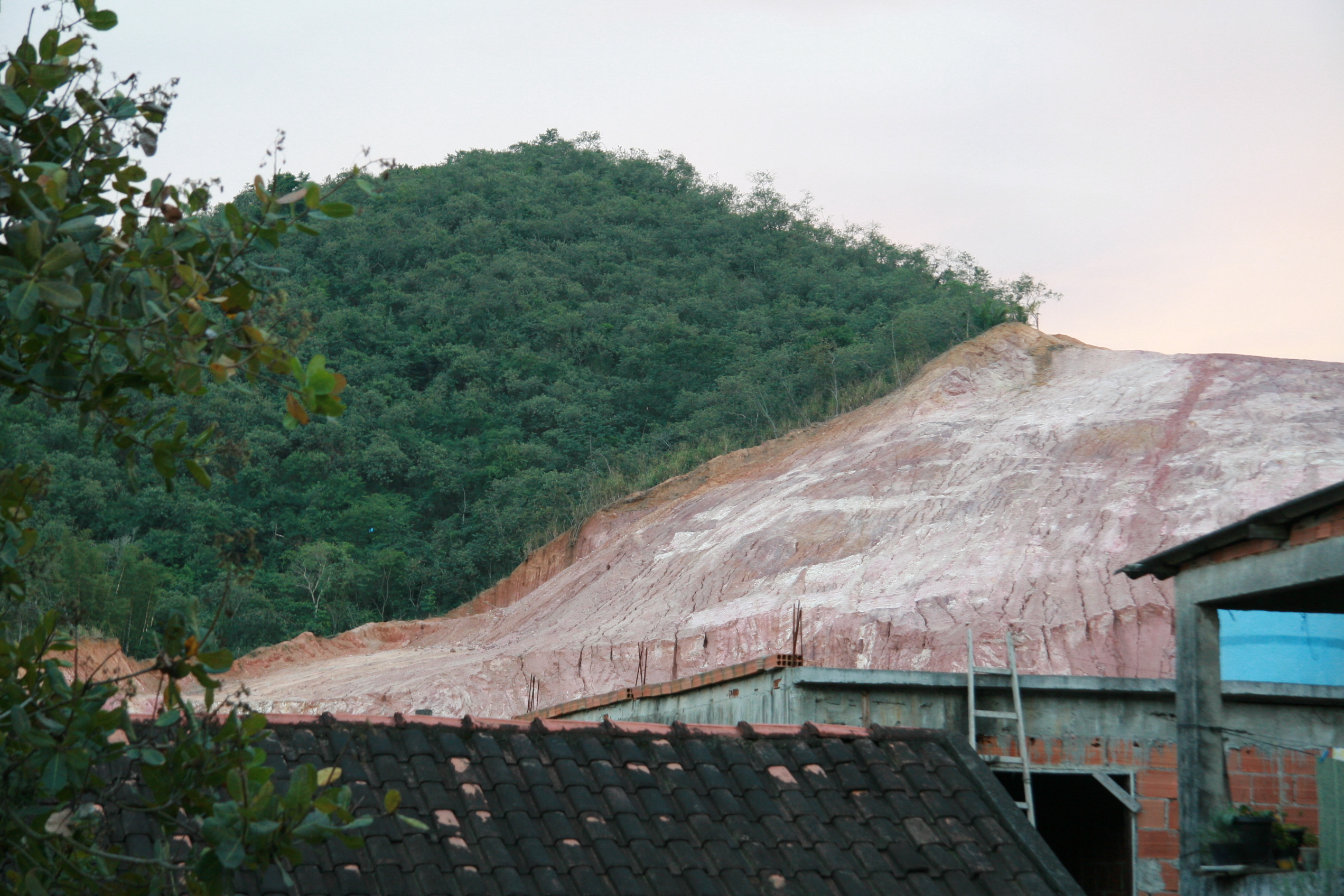
Desforestación del hábitat de otra de las especies de este género. Selva en Barra da Tijuca, barrio de la ciudad brasileña de Río de Janeiro.

## Distribución geográfica
El género se distribuye en el sudeste del Brasil, y en la provincia de Misiones, en el extremo noreste de la Argentina.

## Especies
Este género está compuesto por solo dos especies:
- Abrawayaomys chebezi, endémica de la provincia argentina de Misiones.[2]
- Abrawayaomys ruschii, endémica del sudeste del Brasil.[3]

## Características
Algunas de las características craneales sugieren que este género puede estar relacionado con el género Thomasomys. Las partes superiores son de color amarillo grisáceo, más oscuro en la cabeza; las partes inferiores son de color blanco amarillento. Pelos finos se mezclan con otros más gruesos con características de espinas aplanadas y surcadas, las cuales son más numerosas en la parte posterior.